# Слънцезащитни покрития
Слънцезащитните покрития са една от подгрупите топлотехнически покрития с излъчвателна и отражателна способност в инфрачервения спектър, оптимални за съответната цел на приложение.
Физическият модел на функциониране на слънцезащитните покрития може да бъде характеризиран с теоретичната абстракция „селективен отражател (излъчвател)“. На слънчевото греене те реагират като „абсолютно бяло тяло“, а на останалата част от инфрачервения спектър – по-близко до „абсолютно черното“.
- Отражателна способност „R“(%).

Най-важната топлотехническа характеристика на слънцезащитните покрития е тяхната отражателна способност на слънчево греене – видим и близък инфрачервен спектър (NIR)при дължина на вълната в диапазона 0,41 – 2,5 mm. За да бъде максимално ефективно дадено слънцезащитно покритие, то дългосрочната му отражателна способност трябва да е близка до 100% (обикновено се контролира период от 3 години).
Постигането на това качество на СЗП зависи от:
количеството и вида на белия пигмент в покритието. Най-високи рефлексни качества показват СЗП с пигмент TiO2 в обемен процент над 5%. За да бъдат топлотехнически ефективни, СЗП следва да бъдат предимно бели (ултрабялиултрабели) на цвят;
способността на покритието да се самоочиства от замърсяване (познато като Лотус-ефект). В противен случай ефективността на покритието намалява още през първите няколко месеца с 20 – 30%. В някои покрития е предвидена специална добавка за целта, а при други се полага т.нар. "Gloss-coat" като последен завършващ слой.
На практика при изпълнение на горните изисквания се постига отражателна способност R(%) на СЗП при дължина на вълната 0,41 – 2,5 mm /NIR/ в границите 80-90%. Като покритията с най-добри качества дългосрочно запазват стойност над 85%. Благодарение на тази своя характеристика СЗП рефлектират в максимална степен слънчевото греене перез деня, съществено редуцирайки конвертираното количество лъчева енергия в топлина на повърхността на ограждащите конструкции.
- Степента на излъчване „ε“ – emissivity; (emissiongrad – „е“).

Степента на излъчване на повърхността обработена със слънцезащитно покритие е желателно да бъде максимална, т.е. близка до 1. Тази характеристика на СЗП им позволява максимално да излъчат през нощта към околното пространство натрупаната в резултат от слънчевото греене през деня топлина. На практика „ε“ варира от 0,80 до 0,90, средно 0,85 за целия температурен диапазон на собствено излъчване, характерен за строителни конструкции (дължина на вълната над 5 mm).
Ограничаващ фактор при приложението на слънцезащитните покрития дотогава беше невъзможността за оцветяване – те трябваше задължително да бъдат бели (ултрабели)на цвят, за да изпълняват оптимално топлотехническите си функции. Някои нови разработки показват, че е възможно сздаването и на цветни СЗП с достатъчна ефективност.
Възможни са различни фактури, но максимална топлотехническа ефективност се постига когато покритията са нанесени върху гладка основа и самите те формират гладка собствена повърхност.
Следва да се отбележи, че качествените слънцезащитни покрития имат и много добри хидроизолационни свойства, произтичащи от високите изисквания към формирания от тях слънцезащитен екран. По тази причина в практиката те нерядко се използват и за хидроизолация на стенни и покривни конструкции.
Приложението на слънцезащитните покрития в условията на остро-континентален климат следва да става след комплексен анализ. През зимния период те препятстват акумулиране на слънчева топлина от стенните и покривни конструкции, a този процес по принцип е благоприятен.
- Слънцерефлективен индекс. (Solar Reflectance Index – SRI)

Слънцерефлективният индекс показва в каква степен дадено СЗП притежава способността максимално да рефлектира слънчевата радиация и едновременно с това да излъчва натрупалата се топлина в конструкцията, върху която е нанесено. Слънцерефлективния индекс за различните материали заема стойности от 0 до 100%, като за 0% се приема стойността за стандартно черно, за 100% – стандартно бяло.
Най-ефективните слънцезащитни покрития имат максимално висок SRI, най-често над 100%. По-ниска стойност на SRI е свидетелство за по-ниска ефективност. За изчисление на SRI съществува стандартна методика, по която са определени стойностите за по-голяма част от материалите, прилагани за повърхностно оформление на покриви и фасади.
- Температурно надвишение(Temperature rise – t↑ [grad К]).

Температурното надвишение показва с колко температурата на даден материал, подложен на слънчева радиация е по-висока от тази на въздушната среда.
За разлика от слънцерефлективния индекс SRI, температурното надвишение служи не само за качествена оценка, а и за директна калкулация на енергоспестяващия ефект от приложението на дадено СЗП. Температурното надвишение е установено по експериментален път за преобладаващите материали за повърхностно оформление на стени и фасади. Колкото е по висока стойността на слънцерефлективния индекс SRI на дадено покритие, толкова температурното надвишение t↑ има по-ниска стойност.